# Rattus xanthurus
Rattus xanthurus  (Gray, 1867) è un roditore della famiglia dei Muridi endemico di Sulawesi.

## Descrizione

### Dimensioni
Roditore di piccole dimensioni, con la lunghezza della testa e del corpo tra 240 e 260 mm, la lunghezza della coda tra 293 e 330 mm e la lunghezza del piede tra 45 e 48 mm.

### Aspetto
La pelliccia è cosparsa di lunghi peli neri e rigidi. Le parti superiori sono bruno-grigiastre, con dei riflessi nerastri e giallastri, particolarmente sulla groppa, mentre le parti ventrali e le guance sono bianche. Il dorso dei piedi è marrone scuro. La coda è più lunga della testa e del corpo, nerastra alla base e giallastra all'estremità. Il cariotipo è 2n=42 FN=59-60.

## Biologia

### Comportamento
È una specie terricola.

### Alimentazione
Si nutre probabilmente di frutta.

## Distribuzione e habitat
Questa specie è endemica della parte nord-orientale di Sulawesi.
Vive nelle foreste umide tropicali di pianura primarie fino a 1 000 metri di altitudine.

## Conservazione
La IUCN Red List, considerato che l'areale è limitato e seriamente frammentato e il continuo declino del proprio habitat, classifica R.xanthurus come specie vulnerabile (VU).